# Marie-Claire Schanne-Klein
Marie-Claire Schanne-Klein est une physicienne française spécialiste de la biophotonique. Elle a reçu la médaille d'argent du CNRS en 2019.

## Biographie
Marie-Claire Schanne-Klein est diplômée de l'école polytechnique, promotion X85. Elle entre au CNRS en 1991 en tant que chargée de recherche au Laboratoire d’optique quantique. En 1992, elle soutient une  thèse de doctorat en optique non linéaire à l’École polytechnique sur les non-linearités optiques des verres dopés par cristallites de semi-conducteur en régime de confinement fort : mécanismes et dynamique et continue ensuite son travail au sein du même laboratoire. En 2001, elle y devient chercheuse. En 2003, elle obtient l'habilitation à diriger des recherches, puis devient directrice de recherche en 2010. En 2014, elle est professeure associée à l’École polytechnique. Ses recherchent portent sur l'imagerie optique du collagène. Elle s'intéresse à la génération de seconde harmonique dans la peau et la cornée ainsi qu'à l'imagerie multiphotonique des objets du patrimoine pour comprendre la dégradation de parchemins issus de peau séchée.

## Honneurs et récompenses
- 2019 : Médaille d'argent du CNRS[3].